# Al-Bakri (månekrater)
Al-Bakri er et lille nedslagskrater på Månen, som ligger på Månens forside i den nordvestlige kant af Mare Tranquillitatis. Det er opkaldt efter den spansk-arabiske geograf og historiker Abu Abdullah al-Bakri (1014-1094).
Navnet blev officielt tildelt af den Internationale Astronomiske Union (IAU) i 1976.
Al-Bakri hed 'Tacquet A' før det blev navngivet af IAU. Det nuværende lille Tacquetkrater ligger mod nordvest i Mare Serenitatis.

## Omgivelser
Det ligger lige syd for den østre arm af Montes Haemus, som grænser til Mare Serenitatis mod nord. I øst-nordøstlig retning ligger det fremtrædende Pliniuskrater. Syd for Al-Bakri ligger rillerne Rimae Maclear.

## Måneatlas
- Billeder af Al-Bakrikrateret i LPI-måneatlasset